# Gnosippinae
Sous-famille
Les Gnosippinae sont une sous-famille de solifuges de la famille des Daesiidae.

## Distribution
Les espèces de cette sous-famille se rencontrent en Afrique et au Proche-Orient.

## Liste des genres
Selon Solifuges of the World (version 1.0) :
- Gnosippus Karsch, 1880
- Hemiblossia Kraepelin, 1899
- Hemiblossiola Roewer, 1933
- Tarabulida Roewer, 1933

## Publication originale
- Roewer, 1933 : Solifuga, Palpigrada. Dr. H.G. Bronn's Klassen und Ordnungen des Thier-Reichs, wissenschaftlich dargestellt in Wort und Bild. Akademische Verlagsgesellschaft M. B. H., Leipzig. Fünfter Band: Arthropoda; IV. Abeitlung: Arachnoidea und kleinere ihnen nahegestellte Arthropodengruppen, vol. 2/3, p. 161–480 (texte intégral).